# 1,8-Diazabicyklo(5.4.0)undek-7-en
1,8-Diazabicyklo[5.4.0]undek-7-en, DBU – organiczny związek chemiczny z grupy amidyn. W warunkach standardowych DBU jest bezbarwną cieczą. Wykazuje bardzo silne właściwości zasadowe w układach niewodnych; w tetrahydrofuranie (pKa = 20,0) i acetonitrylu (pKa = 24,3) jest ok. milion razy silniejszą zasadą niż trietyloamina (pKa odpowiednio 13,7 i 18,8).
DBU stosowany jest w syntezie organicznej głównie jako katalizator, ligand kompleksujący oraz jako zasada organiczna, np. w reakcjach sprzęgania. DBU zazwyczaj zachowuje się jako zasada nienukleofilowa, znane są jednak stosunkowo rzadkie reakcje, w których reaguje jako nukleofil.